# Cattleya
Cet article concerne le genre d'orchidée. Pour la maison de production, voir Cattleya (entreprise).
Genre
Classification phylogénétique
Cattleya est un genre d'orchidées originaire des forêts tropicales d'Amérique centrale et d'Amérique du Sud qui comprend une soixantaine d'espèces. Son nom vient de William Cattley qui fut le premier collectionneur qui réussit à les faire refleurir.
Ce sont des plantes sympodiales épiphytes formant des pseudobulbes à une ou deux feuilles. Les cattleyas bifoliés ont des inflorescences en grappe alors que les cattleyas à une feuille produisent, le plus souvent, des fleurs isolées de grande taille. Les fleurs sont en règle générale très parfumées.

## Espèces botaniques
- Cattleya aclandiae : une ou deux fleurs vert à jaune-vert, tachetées pourpre-brun, labelle magenta.
- Cattleya aurantiaca : nombreuses fleurs orangées au printemps.
- Cattleya bicolor : une à quatre fleurs vert pâle, maculées brun cuivre à jaune foncé, labelle poupre.
- Cattleya bowringiana : grappe de fleurs (une quinzaine) rose à pourpre.
- Cattleya citrina : fleur pendante solitaire jaune citron.
- Cattleya dowiana : grosses fleurs jaunes labelle pourpre fleurissant à l'automne.
- Cattleya forbesii : grappe de une à six fleurs vert olive/jaunâtre, labelle plus clair tubulaire au cœur jaune.
- Cattleya granulosa : hampe de cinq à huit fleurs vertes pointillées de marron, labelle jaune à la base puis violet et frangé blanc à l'extrémité.
- Cattleya guttata : hampe portant jusqu'à trente fleurs très tachetées rose/grenat, labelle blanc à la base et rose à l'extrémité.
- Cattleya harrisoniana : fleurs violacées, labelle blanc sur face interne avec tache jaune.
- Cattleya intermedia : trois à sept fleurs rose pâle, labelle magenta à son extrémité avec deux macules latérales jaune en son milieu.
- Cattleya labiata : deux à trois fleurs rose violacé clair, labelle plus soutenu teinté de jaune et de blanc au cœur.
- Cattleya loddigesii : deux à six fleurs parme violacé, labelle à cœur blanc
- Cattleya gaskelliana : similaire à labiata, coloris plus soutenus.
- Cattleya lueddemanniana : trois à cinq fleurs rose vif, labelle rose foncé bordé de jaune.
- Cattleya luteola : deux à six fleurs jaune/vert, labelle vert blanchâtre à cœur jaune.
- Cattleya maxima : trois à quinze fleurs, pétale et sépales fins couleur blanc violet, labelle tubulaire de même couleur strié blanc et violet à l'extrémité.
- Cattleya mendelii : deux à cinq fleurs blanc très légèrement rosé, labelle à extrémité rose violacé avec une grosse macule jaune au centre.
- Cattleya mossiae : deux à sept fleurs blanc/rose pâle, labelle de couleur identique avec un cœur jaune et stries violettes.
- Cattleya quadricolor : inflorescence infléchie, fleurs incomplètement ouvertes blanches, labelle fortement violacé vers l'extrémité.
- Cattleya schilleriana : une ou deux fleurs brun à vert foncé fortement tachées brun marron, labelle violet bordé de blanc, cœur jaune.
- Cattleya velutina : quatre à sept fleurs jaune foncé légèrement rayé et tacheté pourpre, labelle plus clair et marbré blanc sur l'extrémité.
- Cattleya violacea : trois à sept fleurs rose vif marginée blanc, labelle ton plus soutenu légèrement rayé blanc jaune au centre.
- Cattleya walkeriana : une ou deux fleurs rose violet, labelle identique avec traces blanches.
- Cattleya warneri : fleurs rose pâle labelle teinté de pourpre violacé.
- Cattleya warscewiczii : fleurs rose, labelle rose foncé avec deux macules jaunes latérales.

### Hybrides deCattleya
- Cattleya x elegans

#### avec d'autres orchidées
- Laeliocattleya : Cattleya × Laelia
- Brassocattleya : Cattleya × Brassavola
- Sophrolaeliocattleya : Cattleya × Laelia × Sophronitis

## Liste d'espèces

### SelonNCBI(17 sept. 2010)[1]
- Cattleya aclandiae
- Cattleya amethystoglossa
- Cattleya araguaiensis
- Cattleya aurantiaca
- Cattleya aurea
- Cattleya bicolor
  - Cattleya bicolor 'Brasilia'
  - Cattleya bicolor 'Diamantina'
  - Cattleya bicolor 'Formiga'
  - Cattleya bicolor 'Itatiaia'
- Cattleya bowringiana
- Cattleya candida
- Cattleya dormaniana
- Cattleya dowiana
- Cattleya elongata
- Cattleya forbesii
- Cattleya gaskelliana
- Cattleya granulosa
  - Cattleya granulosa 'Bahia'
  - Cattleya granulosa 'Pernambuco'
- Cattleya guttata
- Cattleya harrisoniana
- Cattleya intermedia
- Cattleya iricolor
- Cattleya jenmanii
- Cattleya kerrii
- Cattleya labiata
  - Cattleya labiata 'Ceara'
- Cattleya lawrenceana
- Cattleya leopoldii
- Cattleya loddigesii
- Cattleya lueddemanniana
- Cattleya luteola
- Cattleya maxima
- Cattleya mendelii
- Cattleya mooreana
- Cattleya mossiae
- Cattleya nobilior
- Cattleya patinii
- Cattleya percivaliana
- Cattleya porphyroglossa
- Cattleya rex
- Cattleya schilleriana
- Cattleya schofieldiana
- Cattleya schroederiana
- Cattleya skinneri
- Cattleya tenuis
- Cattleya tigrina
- Cattleya trianae
- Cattleya trichopiliochila
- Cattleya velutina
- Cattleya violacea
- Cattleya walkeriana
- Cattleya wallisii
- Cattleya warneri
- Cattleya warscewiczii
- Cattleya sp. Schoenbrunn s.n.

## Culture

### Température
En hiver, de 14 degrés la nuit à 18 degrés le jour ; en été, de 18 à 22 degrés.

### Lumière
Les cattleyas aiment beaucoup la lumière, mais pas le soleil direct, celui-ci doit être filtré par un voilage.

### Arrosages
Un ou deux arrosages par semaine pendant la période de végétation, puis une fois tous les dix ou quinze jours en période de repos, avec de l'eau non calcaire (eau filtrée ou eau de pluie).

### Engrais
En pulvérisation sur les feuilles pendant la période de végétation, toutes les trois semaines.

### Substrat
Écorce de pin, charbon de bois, billes d'argile, racines de fougères.

## Galerie

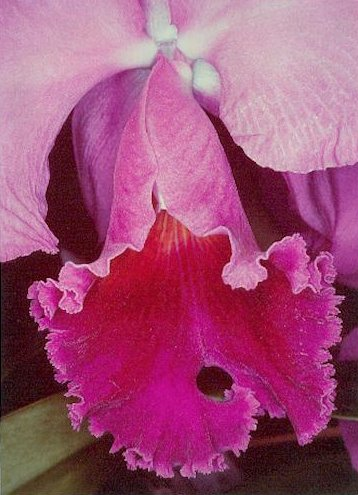
Cattleya hybride.
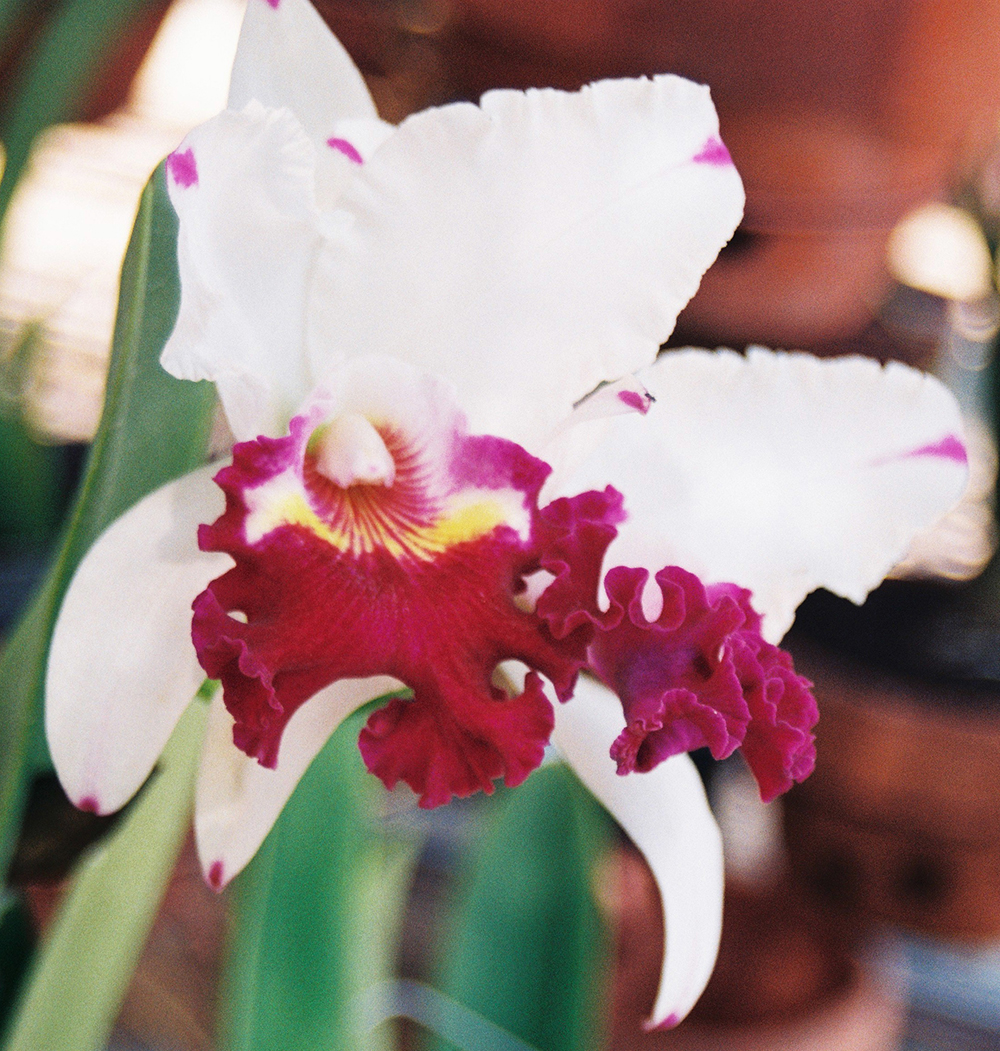
Cattleya cultivé au parc floral de Jakarta.
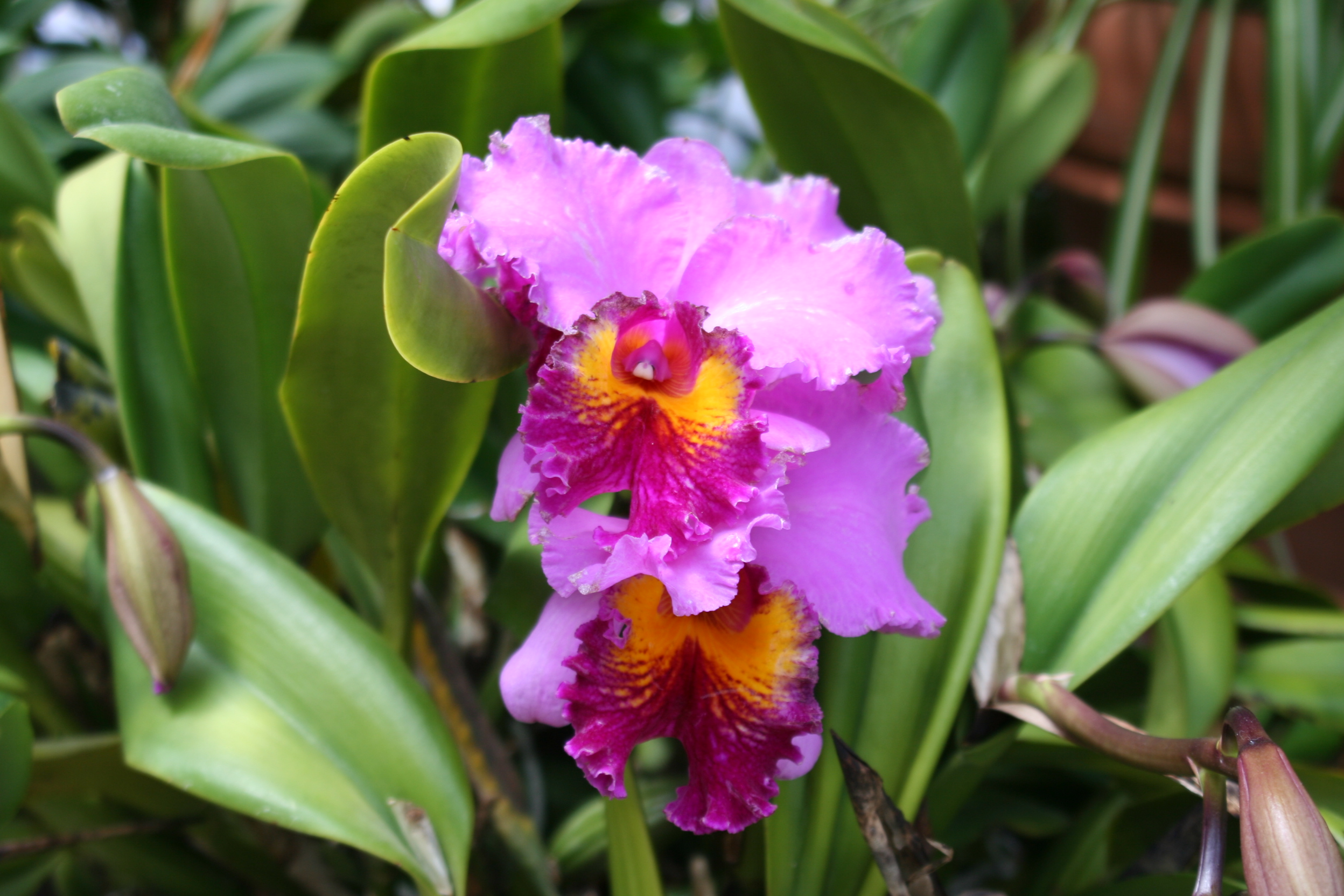
Orchidée : Cattleya hybride (USA).
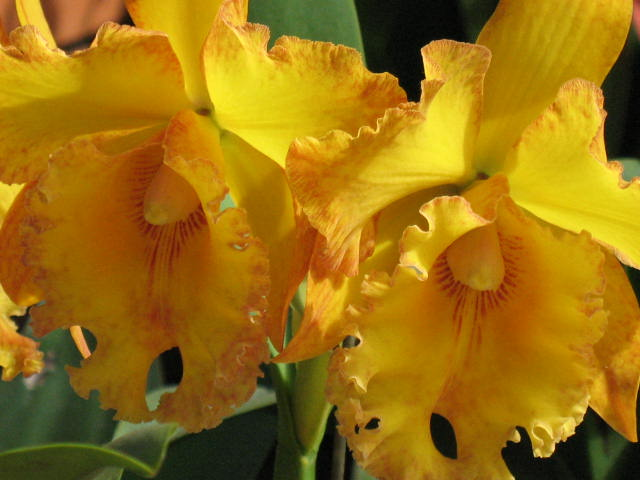
Orchidée du Jardin botanique de Medellín (Colombie).

## Marcel Proust

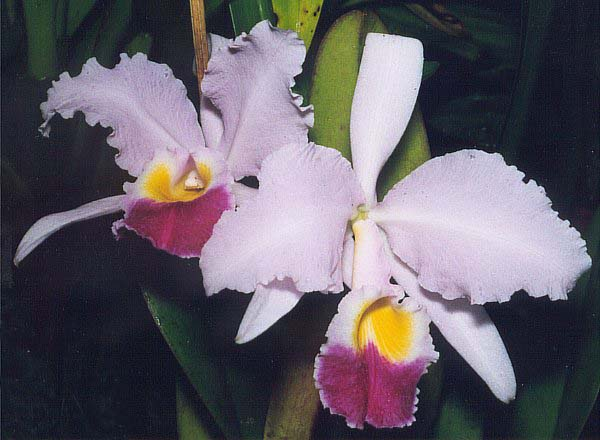
Cattleya trianae en 2007.

L'expression « faire catleya » ou « arranger les catleyas » est utilisée pour dire « faire l'amour » par Swann, le héros de Marcel Proust dans Un amour de Swann, avec Odette de Crécy, adoratrice de ces fleurs. Il est à noter que Proust écrit « catleya » avec un seul « t ».  Cette périphrase est parfois utilisée hors de ce contexte primitif pour désigner l’acte amoureux d’une manière poétique. 
Dans le film Colombiana, Cataleya est le nom de l'héroïne du film. Elle porte d'ailleurs un cattleya en or autour du cou. Cette chaîne lui a été donnée par son père qui la tenait lui-même de sa mère, qui faisait pousser des cattleyas dans son jardin.
Dans le pilote de la série Astrid et Raphaëlle, la Cattleya trianae est mentionnée, car l'une de ces fleurs se retrouve sur plusieurs scènes de crime. Il s'avère que la coupable, originaire de Colombie (dont l'espèce est endémique), avait perdu une sœur appelée Cattleya.